# Pentonville
Pentonville est une ville du district d'Islington à Londres, autour de la Pentonville Road.
Contrairement à son nom, la célèbre Prison de Pentonville n’est pas localisée dans le quartier, mais se trouve non loin de là, sur la Caledonian Road à Barnsbury, toujours dans le district d’Islington.
Le groupe anglais Babyshambles a écrit une chanson intitulée Pentonville s'inspirant de cette ville.

## Personnages célèbres
- C'est le lieu de naissance de :
  - John Stuart Mill, philosophe et économiste.
  - Sharon Turner, historien
  - Thomas Hodgkin, médecin pathologiste.
  - Edward William Cooke, peintre.
  - Thomas Shotter Boys, aquarelliste.
- Pentonville Five était le nom des cinq grévistes emprisonnés en Angleterre pour grève illégale, en 1972, et menacés à la suite de grandes grèves de protestation.
- Joe Strummer, musicien pour The Clash, groupe punk rock y vécut.